# (2492) Kutuzov
(2492) Kutuzov (1977 NT) – planetoida z pasa głównego asteroid okrążająca Słońce w ciągu 5,7 lat w średniej odległości 3,19 au. Odkryta 14 lipca 1977 roku.